# 죄 죽임

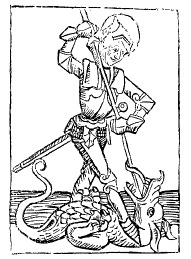

죄 죽임(mortification)은 존 오언 ( 1616-1683)의 작품으로 부흥과 개혁사에서 번역을 한 책이 소개되어 있다.
이 책에 대해서는 소개의 글(김남준 목사)에는 존 오웬의 성화론에 대한 간략한 설명이 있다.
글의 출판 된 해는 1666년으로 그가 크라이스트 처치 학장으로 임직하고 있을 때였다.
그 당시 13-17되는 어린 학생들에게 설교된 내용으로 개혁파 정통주의의 경건에 대한 내용으로 구성되어 있다.

## 의미
죄 죽임이란 영혼 안에 있는 죄의 경향의 약화이며 마음 안에 있는 죄의 성향의 소멸로 정의한다. (죄죽임, 13쪽)
"너희의 육신대로 살면 반드시 죽을 것이로되 영으로써 몸의 행실을 죽이면 살리니( 로마서 8:13)"
존 위더스푼은 그의 저서 '목회자들의 특징들(Ecclesiastical Characteristics)에서 스코틀랜드 장로교단에서 죄죽임과 자기부인이 사라지는 것을 통탄하였다.

## 같이 보기
- 중생 (기독교)
- 성령